# Hani Handschur

Hani Handschur

Hani Handschur (arabisch هاني صالح حنجور, DMG Hānī Ṣāliḥ Ḥanǧūr, nach englischer Umschrift Hani Saleh Hanjour; * 13. August 1972 in Taif, Saudi-Arabien; † 11. September 2001 in Arlington, Virginia, USA) war ein islamistischer Terrorist. Handschur gilt als einer der Flugzeugentführer der Terroranschläge am 11. September 2001. Er soll nach offiziellen Angaben Anführer einer fünfköpfigen Terrorzelle gewesen sein, die die Boeing 757 der American Airlines an diesem Tag ins US-Verteidigungsministerium, das Pentagon, gesteuert haben.

## Aufenthalte und Ausbildung als Pilot in den USA
Nach Erkenntnissen der US-Bundespolizei (FBI) soll Handschur das Flugzeug, das in das Pentagon gesteuert wurde, geführt haben. Als einer der wenigen Terroristen des 11. September hielt er sich über mehrere Jahre hinweg in den Vereinigten Staaten auf und verfügte über eine abgeschlossene Flugausbildung.

### 1990 bis 1997
Laut einer Meldung der New York Times vom 19. Juni 2002 soll Handschur erstmals im Jahre 1990 in die Vereinigten Staaten eingereist sein, um einen seiner Brüder in Tucson, Arizona zu besuchen. Der erste offiziell belegte Besuch der USA fand jedoch 1991 statt. Sein Bruder Abdulrahman organisierte ihm eine Wohnung in Tucson und half ihm, den Besuch eines achtwöchigen Englisch-Kurses an der University of Arizona zu beantragen. Der Kurs begann am 3. Oktober 1991 und Handschur blieb bis Februar 1992 in Arizona.
In Gegensatz zu den anderen am Anschlag beteiligten Terroristen war er nicht Teil der Hamburger Zelle, der beispielsweise Mohammed Atta angehörte, und lebte als einziger bereits während der Planung der Anschläge in den Vereinigten Staaten. Die nächsten fünf Jahre verbrachte er in Taif bei seiner Familie. Handschur beschloss 1996, in die USA zurückzukehren und bat seinen Bruder um entsprechende Unterstützung. Auf Abulrahmans Bitte hin erklärten sich Freunde der Familie, Susan und Adnan Khalil, bereit, Handschur in Miramar, Florida bei sich aufzunehmen. Handschur erhielt sein Einreisevisum im März, kehrte am 2. April 1996 wieder in die Vereinigten Staaten zurück und blieb einen Monat in Miramar.
Im April 1996 zog Handschur zu einer neuen Gastfamilie in Oakland, Kalifornien, dort begann er intensiv sein Englisch am Holy Names College zu verbessern. Er besuchte einen einzelnen Kurs an einer Flugschule, der Sierra Academy of Aeronautics, brach aber die Ausbildung wegen der Kosten in Höhe von 35.000 US-Dollar vorzeitig ab. Er verließ Oakland im September und zog nach Phoenix, Arizona. Dort nahm er Flugstunden bei der CRM Flight Cockpit Resource Management in Scottsdale. Er verließ die Schule, nachdem eine Verlängerung seines Visums abgelehnt wurde.
Im November 1997 kehrte Handschur in die Vereinigten Staaten zurück und wohnte gemeinsam mit dem gleichgesinnten Bandar el Hazmi in Phoenix. Ende des Jahres nahm er erneut Flugstunden, diesmal in der Arizona Aviation School.

### 1998
Im Januar 1998 machte er dort seinen Pilotenschein. Er zog aus der Wohnung aus, die er mit Hazmi teilte, und lebte in verschiedenen Appartements in Tempe, Mesa und Phoenix in Arizona.
Ein Informant des FBI, Aukai Collins, behauptete später, er habe das FBI bereits 1998 über die Aktivitäten Handschurs in Kenntnis gesetzt gehabt und sie vor ihm gewarnt. Das FBI gibt zu, Collins für die Beobachtung der islamischen und arabischen Gemeinden in Phoenix bezahlt zu haben, dementiert jedoch, von ihm entsprechende Informationen über Handschur erhalten zu haben.

### 1999
Im Jahr 1999 reiste er aus unbekannten Gründen nach Ontario, Kanada und mehrmals nach Saudi-Arabien. Es wird vermutet, er habe versucht, dort eine Anstellung als Pilot zu bekommen, nachdem er in Amerika keinen Arbeitsplatz gefunden hatte. Er verließ New York City am 28. April, sein Verbleib in den folgenden Wochen ist unklar. Jedoch legen Abhebungen von seinem Konto nahe, dass er nach zwei Wochen wieder nach Arizona zurückkehrte. Ebenso im April 1999 erhielt er die Berufspilotenlizenz von der Federal Aviation Administration (FAA).

### 2000
Im September 2000 kehrte Handschur nach Oakland zurück, wo er sein Englisch-Studium fortführte. Noch im gleichen Jahr, am 8. Dezember 2000, flog er nach Cincinnati und später nach San Diego, um sich dort mit seinem späteren Komplizen Nawaf al-Hazmi zu treffen.

### 2001
Handschur kehrte im Dezember 2000 nach San Diego zurück und besuchte häufig Abdussattar Shaikhs Haus, in dem auch Nawaf al-Hazmi und Khalid al-Mihdhar lebten. Kurz darauf zogen die drei späteren Attentäter gemeinsam nach Falls Church in Virginia. Obwohl Handschur vom Holy Names College ein akzeptables Sprachniveau bescheinigt wurde, wurde er mehrfach wegen seiner schlechten Englischkenntnisse, die den Anforderungen zur Erteilung eines Pilotenscheines nicht genügten, der Federal Aviation Administration (FAA) gemeldet. Er bestand keine Prüfung, die für eine Übernahme als Pilot notwendig gewesen wäre, begann aber im Februar mit Simulatorkursen für Fortgeschrittene.
Am 2. Mai zogen zwei weitere Mitbewohner in die Wohnung ein: Majed Moqed und Ahmed al-Ghamdi, die beide erst in den USA angekommen waren.
In San Diego trafen sich Handschur und al-Hazmi mit dem Jordanier Eyad Alrababah, der beauftragt wurde, für die Männer eine neue Wohnung in Paterson, New Jersey zu finden, konnte ihnen jedoch keine anbieten. Er schlug ihnen vor, zusammen einige Appartements in Fairfield, Connecticut zu besichtigen. Während der Fahrt am 8. Mai informierten sie sich bei mehreren Flugschulen in der Gegend. Alrababah gab an, die Männer nach dieser Besichtigungstour nie mehr gesehen zu haben.
Ende Mai mietete Handschur eine Ein-Zimmer-Wohnung in Paterson. Dort lebte er mit mindestens einem Mitbewohner zusammen und bekam häufig Besuch durch die anderen Attentäter, darunter auch Mohammed Atta. Handschur mietete sich im Juni gemeinsam mit al-Hazmi drei Autos und unterschrieb die Mietverträge mit „Hani Saleh Hassan“. Kurz darauf führte er das letzte Telefonat mit seiner Familie, angeblich von einem Münztelefon aus den Vereinigten Arabischen Emiraten, in denen er angeblich noch arbeitete.
Gemeinsam mit mindestens fünf anderen der späteren Flugzeugentführer soll Handschur mehrmals nach Las Vegas gefahren sein. Berichten zufolge haben sie dort Alkohol getrunken, gespielt und sind anderen Lastern nachgegangen.
Nur gut einen Monat vor den Anschlägen, am 1. August 2001, wurde Handschur am späteren Attentatsort Arlington von der Polizei wegen Geschwindigkeitsübertretung gestoppt und musste ein Bußgeld in Höhe von 70 US-Dollar entrichten. Im selben Monat kauften Handschur und Moqed im Advance Travel Service in Totowa, New Jersey, die Tickets für ihren späteren Todesflug. Handschur sprach nur sehr schlecht Englisch und die meisten Gespräche wurden von Moqed geführt. Handschur verlangte einen Sitzplatz in der ersten Reihe des Flugzeugs. Den anfallenden Flugpreis in Höhe von 1842,25 US-Dollar sollen die beiden Attentäter bar gezahlt haben.
Am 10. September 2001 checkte Hani Handschur gemeinsam mit al-Hazmi und al-Mihdhar ins Marriott Residence Inn Hotel in Herndon, Virginia ein. Zur gleichen Zeit hielt sich auch Saleh Ibn Abdul Rahman Hussayen dort auf, ein ranghoher saudi-arabischer Regierungsvertreter; jedoch ist bis heute nicht klar, ob alle Beteiligten von der Anwesenheit des jeweils Anderen wussten oder ob Kontakt bestand.

## Der Anschlag
Am 11. September 2001 um 7:20 Uhr Ortszeit checkten Hani Handschur und vier weitere Flugzeugentführer für American-Airlines-Flug 77 in Richtung Los Angeles am Dulles International Airport von Washington, D.C. ein. Trotz verschiedener Meldungen, dass die Entführer keine Tickets besaßen, wurden sie in den Listen der Fluggesellschaft geführt. In dem später veröffentlichten Überwachungsvideo des Flughafens scheint Handschur als einziger der Terroristen durch den Metalldetektor zu gehen, ohne ihn auszulösen. Es gab eine Debatte darüber, ob das Video tatsächlich Handschur zeige, da der Mann auf dem Video einen Bart trägt, obwohl alle anderen Attentäter ihre Bärte in der Nacht zuvor abgenommen hatten.
Das Flugzeug hob mit zehnminütiger Verspätung um 8:20 Uhr von Gate D26 ab. Die letzte ordnungsgemäße Kommunikation per Funk zwischen Tower und Flugzeugbesatzung erfolgte um 8:50:51 Uhr. Nachdem sie das Flugzeug in ihre Gewalt gebracht hatten, programmierten die Entführer den Autopiloten auf eine Flugroute nach Washington, D.C., sodass die Maschine um 8:54 Uhr ihre normale Flugroute verließ und wendete. Eine Passagierin, Barbara Olson, berichtete per Telefon ihrem Mann, dem Solicitor General Theodore Olson, dass das Flugzeug entführt wurde und die Angreifer mit Messern und Cuttern bewaffnet seien.
Um 9:37 Uhr stürzte das Flugzeug in die Westfassade des Pentagon, die 64 Menschen an Bord starben. Weitere 125 Menschen im Pentagon verloren ebenfalls ihr Leben. Nach der Bergung konnten alle Opfer durch DNA-Vergleiche identifiziert werden. Die sterblichen Überreste der Entführer wurden dem FBI übergeben, sie konnten aufgrund fehlender DNA-Referenzproben nicht explizit zugeordnet werden. Hani Handschur wurde 29 Jahre alt.
Im ersten Bericht des FBI am 14. September 2001 wurden die Namen der Terroristen erstmals veröffentlicht. Handschurs Name erschien zunächst nicht auf der Liste, sie wurde später korrigiert.